# Guillerval
Guillerval é uma comuna francesa na região administrativa da Ilha de França, no departamento de Essonne. Estende-se por uma área de 17.30 km². Em 2010 a comuna tinha 834 habitantes (densidade: 48,2 hab./km²).